# كارلوس ألبرت (لاعب كرة قدم)
كارلوس ألبرت (بالإسبانية: Carlos Albert Llorente) هو صحفي ولاعب كرة قدم مكسيكي، ولد في 10 يوليو 1943 في مدينة مكسيكو في المكسيك. لعب مع نادي نيكاكسا.

## وصلات خارجية
- كارلوس ألبرت على موقع اللجنة الأولمبية الدولية (الإنجليزية)
- كارلوس ألبرت على موقع أوليمبيديا (الإنجليزية)